# Niviventer excelsior
Niviventer excelsior — вид пацюків (Rattini), ендемік південному заході Китаю.

## Морфологічна характеристика
Довжина голови й тулуба від 112 до 178 мм, довжина хвоста від 132 до 213 мм, довжина лапи від 27 до 33 мм, довжина вух від 22 до 27 мм. Колір верхніх частин світло-сірувато-коричневий, а черевні частини білі. Лінія розмежування на стегнах чітка. На морді є дві темно-коричневі плями, що тягнуться від основи вусів до очей. Лапи довгі й тонкі. Хвіст довший за голову і тулуб, зверху темно-коричневий, знизу біло-бурий і на кінці, де є пучок волосся.

## Середовище проживання
Мешкає в гірських лісах на висоті від 2300 до 3000 метрів над рівнем моря.

## Спосіб життя
Це наземний вид.